# 柴田宋休
柴田 宋休（しばた そうきゅう、1949年（昭和24年）2月20日 - ）は、日本の陶芸家、詩画作家、エッセイスト、浄土宗僧侶、ツボ・整体療法士。
茨城県笠間市生まれ。栃木県益子町在住。佛教大学通信教育部仏教学部仏教学科卒業。
松井康成（人間国宝）に陶芸を師事し、「練上手（ねりあげ）」の技法を継承する。作陶のほか講演も行っている

## 略歴
- 1949年：茨城県笠間町（現：笠間市）に生まれる。
- 1968年：陶芸の道を志し、松井康成に11年間師事（陶芸、僧侶）する。
- 1975年：四国八十八ヶ所を徒歩で托鉢。
- 1977年：浄土宗律師となる。
- 1980年：西国三十三ヶ所を托鉢。独立し、笠間市大橋に少名窯（すくながま）を開く。
- 1982年：社会福祉法人・愛の里更生園の非常勤職員となる（1989年まで）。
- 1985年：佛教大学通信教育部仏教学部仏教学科を卒業。日本伝統工芸展に初入選。
- 1986年：水害のため、栃木県益子町の古民家に転居。
- 1990年：『練上みがき花器』で栃木県芸術祭賞受賞。
- 1991年：栃木県芸術祭準芸術祭賞受賞。
- 1992年：国際陶磁器展美濃'92に入選、日本工芸会正会員となる。
- 1998年：日本工芸会を退会し、無所属となる。
- 2000年
  - 風濤社より詩画集『あるがままに』が出版される。
  - 鎌田實著『がんばらない』（集英社）の題字と挿画を書く。
- 2003年
  - 鎌田實著『あきらめない』（集英社）の題字を書く。
  - 東邦つぼ整体学院を修了し、ツボ・整体療法士認定。
- 2005年
  - 詩画集『であえてよかった』が出版される。
  - 鎌田實著『それでも やっぱり がんばらない』（集英社）の題字を書く。
  - 詩画集『あるがままに』復刻版が電子出版される。
  - 小山明子著『パパはマイナス50点』（集英社）の題字を書く。
- 2006年
  - 詩画集『すべてがチャンス』（下野新聞社）が出版される。
  - 鎌田實著『ちょい太で だいじょうぶ』（集英社）の題字を書く。
  - 茨城県立つくば養護学校の陶壁『であえて よかった』（横6m×縦1.2m）を制作する。
- 2007年：山登りを始める。
- 2010年：デイサービス「はる風」の看板・パンフレットの題字と挿画を書く。
- 2011年：詩画集『だいじょうぶ うまくいく』が出版される。

## 陶芸作品
- 『練上青流文花器』
- 『練上青流文香炉』
- 『練上青流文扁壷』
- 『練上線文壷』
- 『練上茶碗』
- 『練込茶碗』
- 『練上花器』
- 『練上簡浄文花器』
- 『練上みがき花器』
- 『練上みがき三角花入』
- 『練上みがき大鉢』
- 『練上みがき壷』
- 『練上みがき扁壷』
- 『練込掛花入丸』
- 『陶板（笑顔）』
- 『陶板（新鮮力）』
- 『陶板（福の神）』
- 『練上青流文舎利容器 天空（筒型、丸型）』
- 『陶壁（であえて よかった）』（横6m×縦1.2m、練上手技法陶板（約33cm×25cm）72枚組）

## 詩画集
1. 『あるがままに』（詩画集）（2000年、風濤社）
2. 『であえて よかった』（詩画集）（2005年）
3. 『すべてがチャンス』（詩画集）（2006年、下野新聞社）
4. 『だいじょうぶ うまくいく』（詩画集）（2011年）

## 詩画作品
- 詩画はがき集
- 高級額入り直筆詩画作品
- 日めくり集（日めくり詩画カレンダー）
- 宋休カレンダー（卓上詩画カレンダー）

## 題字・挿画
- 『がんばらない』（題字・挿画）（2000年、鎌田實著、集英社）
- 『あきらめない』（題字）（2003年、鎌田實著、集英社）
- 『それでも やっぱり がんばらない』（題字）（2005年、鎌田實著、集英社）
- 『パパはマイナス50点』（題字）（2005年、小山明子著、集英社）
- 『ちょい太で、だいじょうぶ』（題字）（2006年、鎌田實著、集英社）
- 『はる風』（題字・挿画）（2010年、デイサービス「はる風」看板・パンフレット）